# یارسکویه (استان بلگورود)
یارسکویه (انگلیسی: Yarskoye, Belgorod Oblast) یک شهرک در بخش نوووسکولسکی استان بلگورود کشور روسیه است.